# Evropská hymna
Skladba Óda na radost (původní německý název Ode an die Freude) je hymnou Evropské unie a Rady Evropy. Obě organizace ji nazývají evropská hymna a považují ji za symbol sjednocené Evropy, protože Rada Evropy chce představovat Evropu jako celek. Je založena na závěrečné větě Deváté symfonie Ludwiga van Beethovena z roku 1823 a používána oběma organizacemi při slavnostních příležitostech.
Hymna byla zařazena do chystané Evropské ústavy spolu s ostatními evropskými symboly, ale smlouvu se nezdařilo ratifikovat a byla nahrazena Lisabonskou smlouvou, která žádné symboly neobsahuje. Ke Smlouvě bylo připojeno prohlášení, ve kterém šestnáct členských států formálně uznává navrhované symboly, mezi těmito šestnácti státy není např. Česko.

## Použití
Evropská hymna se hraje při významných příležitostech jako je Den Evropy a formálních akcích jako je podepisování mezinárodních smluv.
Hymna není určena k nahrazení státních hymen jednotlivých členských států, nýbrž k oslavování společně sdílených hodnot a jejich jednoty v rozmanitosti. Vyjadřuje ideály sjednocené Evropy: svobodu, mír a solidaritu.
Instrumentální kompozice evropské hymny se ujal jeden z významných dirigentů 20. století Herbert von Karajan. Navrhl tři instrumentální verze: pro klavír, pro dechové nástroje a pro orchestr.

## Historie
Již v roce 1955 navrhl Radě Evropy Richard Mikuláš Coudenhove-Kalergi, aby se Óda na radost stala novou evropskou hymnou. Až v roce 1972 byla skladba oficiálně uznána za hymnu Rady Evropy a v roce 1985 se stala oficiální hymnou Evropské unie, tehdy ještě nesoucí název Evropská společenství.

## Neoficiální texty

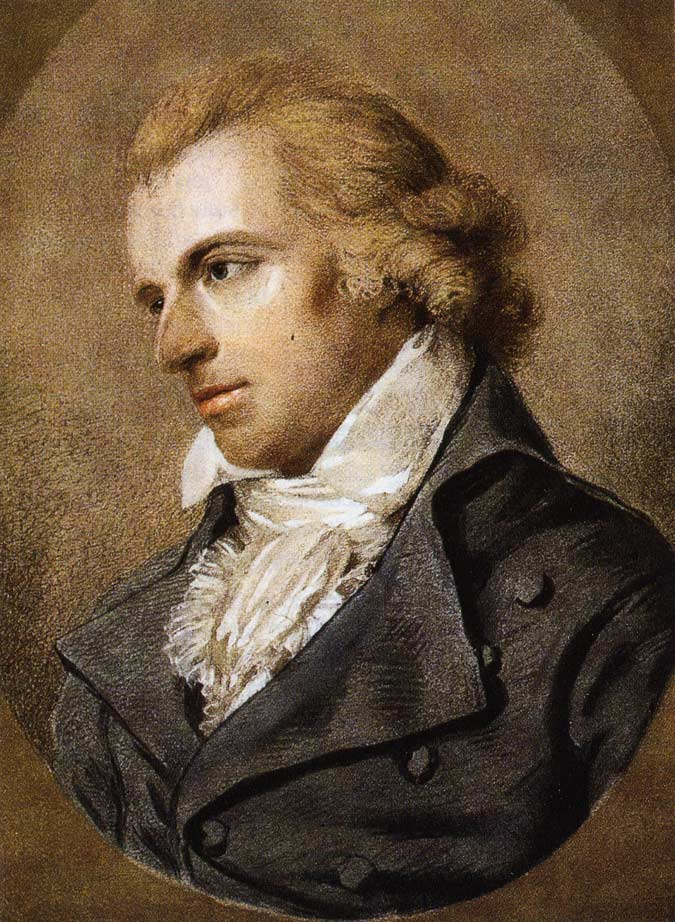
Friedrich Schiller je autorem textu An die Freude (česky „Óda na radost“), který se stal základem pro Beethovenovu skladbu. Tato německá slova se však nestala součástí evropské hymny, aby tím jeden národní jazyk nebyl vyvyšován nad ostatní.

Vzhledem k vysokému počtu jazyků používaných v Evropské unii je však hymna pouze instrumentální a německá slova, která napsal Friedrich Schiller a na jejichž námět Beethoven melodii složil, nemají žádný oficiální status. Při oficiálních příležitostech se proto hraje pouze hudba evropské hymny, při jiných je někdy hudba doprovázena zpěvem německého Schillerova textu Ódy na radost a vznikly také různé texty v jiných jazycích, včetně latiny. V rámci jedné z prvních evropských občanských iniciativ obdržela Evropská komise v dubnu 2012 návrh, aby občané mohli hymnu zpívat na slova v neutrálním jazyce esperanto. Předkladatelem návrhu je Evropská esperantská unie.

### Text Ódy na radost
| An die Freude německý text Friedricha Schillera Freude, schöner Götterfunken, Tochter aus Elysium! Wir betreten feuertrunken, Himmlische, Dein Heiligtum. Deine Zauber binden wieder, Was die Mode streng geteilt, Alle Menschen werden Brüder, Wo Dein sanfter Flügel weilt. Wem der grosse Wurf gelungen, Eines Freundes Freund zu sein, Wer ein holdes Weib errungen, Mische seinen Jubel ein! | Óda na radost do češtiny přeložil Pavel Eisner Radosti, ty jiskro boží, dcero, již nám ráj dal sám! Srdce vzňaté žárem touží, nebeský tvůj krásy chrám. Kouzlo tvé teď opět víže, co kdy čas tak dělil rád, zástup lidstva sbratřen blíže cítí van tvých křídel vát. Komu štěstí v žití přálo, v příteli svůj štít že máš, komu vnadnou ženu dalo, mísit pojď se v jásot náš! |